# 얼마시 주저
얼마시 주저(헝가리어: Almássy Zsuzsa, 1950년 10월 8일~)는 헝가리의 전직 피겨 스케이팅 선수이다. 그녀는 아놀드 게르시빌러와 함께 훈련했다. 얼마시는 1969년 세계 선수권 대회에서 동메달을 획득했다. 얼마시는 1964년 인스부르크 동계 올림픽때 17위를 했고, 1968년 그르노블 동계 올림픽때 6위를 했다. 그녀는 1972년 동계 올림픽에서 5위를 했다.

## 대회 성적
| Event            | 1962-63 | 1963-64 | 1964-65 | 1965-66 | 1966-67 | 1967-68 | 1968-69 | 1969-70 | 1970-71 | 1971-72 |
| ---------------- | ------- | ------- | ------- | ------- | ------- | ------- | ------- | ------- | ------- | ------- |
| 동계 올림픽      |         | 17위    |         |         |         | 6위     |         |         |         | 5위     |
| 세계 선수권 대회 |         | 18위    |         | 7위     |         | 8위     | 3위     | 5위     | 7위     | 4위     |

## 참고 문헌
- (영어) Sports-reference.com[깨진 링크(과거 내용 찾기)]